# محمد بن ابی‌حاتم
محمد بن ابی‌حاتم رازی با نام کامل ابامحمد بن ابی‌حاتم عبدالرحمن بن محمد بن ادریس بن المنذر بن داود بن مهران الحنظلی الرازی (۲۴۰– ۳۲۷ ه‍.ق / ۲۳۳–۳۱۷ ه‍.ش / 854–938 م) و نامدار به  امام ابن أبی‌حاتم رازی  یکى از برجسته‌ترین و مهم‌ترین راویان و حدیث‌شناسان اهل سنت به شمار مى‌رود که پدرش ابوحاتم رازى از دوستان نزدیک بخارى و مسلم بود. وی در شهر ری زاده شد. برای دانش‌اندوزی به سرزمین‌های دانش‌پرور آن دوران همچون خراسان، عراق، شام، مصر سفر کرد.
ابن ابى‌حاتم على‌رغم اینکه در میان بزرگان رجال اهل سنت به عنوان شخصى صدوق شناخته شده‌است، به واسطه نقل احادیثی چند درباره على بن ابی‌طالب، او را به تشیع منتسب کرده‌اند؛ در حالى که او به اذعان مورخان و راوى‌شناسان مانند ابن حجر عسقلانى و ذهبى و سمعانى از راویان و مورخان برجسته و پایبند به اصول اعتقادى و فقه اهل سنت به شمار مى‌رود. با توجه به این مسأله، وى از اهمیت ویژه‌اى براى علماى شیعه برخوردار است. خصوصاً اینکه بسیارى از علماى شیعه از آثار او در مقام احتیاج براى اثبات عقاید و تاریخ شیعه و دفاع از حریم آن بهره‌های فراوان برده‌اند. او که استادان بسیاری را در ردیف محدثان برجسته اهل سنت مثل نسائى، ترمذى، مسلم، بخارى دیده و مطالب فراوانى را از علماى دوره خودش در زمینه حدیث فرا گرفته بود، نکات ارزشمندى درباره رجال حدیث ذکر کرده‌است. اما با این همه، برخى از دیدگاه‌های رجالى او توسط دانشمندان نسب‌شناسى و رجال با انتقاد روبرو شده‌است. تبحر او در حفظ حدیث چنان زیاد بود که تحدّى کرده و گفته بود اگر کسى حدیثى بیاورد و بخواند که من آن را حفظ نیستم به او جایزه مى‌دهم، و کسانى مثل ابوزرعه رازى (استادش) هم نتوانستند چنین حدیثى بیابند.
اهمیت مطالب ابن ابی‌حاتم رازى چنان در خور توجه است که ذهبى، ابن کثیر، خطیب بغدادى، ابن حجر عسقلانى و دیگران، از کتاب‌های او به عنوان منبع دست اول تحقیق و تألیف آثار خود استفاده کرده‌اند. تسلط او بر تاریخ راویان حدیث نیز چنان گسترده بود که بر کتاب تاریخ الکبیر بخارى اشکالاتى را وارد کرده است.
وی سرانجام در ۸۴ سالگی در بغداد روی در نقاب خاک کشید.